# Vucsangi felkelés
A vucsangi felkelés 1911. október 10-én tört ki a Hupej (Hubei) tartománybeli Vucsang (Wuchang) városában, amikor az Új Hadsereg fellázadt a Csing (Qing)-dinasztiabeli vezetőség ellen, és elfoglalta a várost. Másnap a forradalmárok Li Jüan-hung (Li Yuanhong)ot kiáltották ki alkirálynak, aki bejelentette a Kínai Köztársaság létrejöttét. Ez a felkelés vetette el a szikráját az országos lázadásnak, amely a nagy 1911-es kínai forradalomba torkollott, és végül kivívta a Csing-dinasztia (Qing-dinasztia) trónfosztását és a Kínai Köztársaság létrejöttét.

## Előzmények és a felkelés előkészítése
Az európai hatalmak kezükbe akarták ragadni a vasútépítés kizárólagos jogát Kínában, ezért utasítást adtak a mandzsu vezetésnek, hogy jelentse be a vasutak államosítását. Ez a rendelet általános ellenállással találta magát szembe a nép felől, különösen Szecsuan (Sichuan)ban, Hunanban, Hupej (Hubei)ben és Kuangtung (Guangdong)ban - a döntés által közvetlenül érintett tartományokban. Az utasítás ellen kérvényeket gyűjtöttek és sztrájkokat szerveztek. A szecsuani alkirály gyorsan reagált: parancsot adott a vasúti részvénytulajdonosok küldöttjeinek letartóztatására, a kérelmezőket lemészároltatta és a tartományban terrort vezetett be a lázongók ellen. A csengtui mészárlás felbőszítette a lakosokat, környékbeli városokban, megyékben több lázadás is kitört, a nép gyorsan lerohanta és elfoglalta Hszincsin, Zsunghszien, Vejjüan és Csienvej megyék székhelyeit. A Hupej (Hubei)ben állomásozó Új Hadsereg  katonáit irányították a felkelők ellen, akik kíméletlenül leverték a lázadásokat, és megpróbálták elnyomni a mozgalmakat. 1911-ben a vasúti jogok megőrzéséért folytatott mozgalom a tetőfokára hágott Szecsuan (Sichuan)ban. A Ven-hszüe sö (Irodalmi Társaság) és a Kung-csin huj (Haladjunk együtt Liga) hupeji (Hubei-i) forradalmi szervek közös vezetőséget hoztak létre a lázadás előkészítésére. A forradalmárok dolgát könnyítette, hogy a Hupej (Hubei)ben tartózkodó Új Hadsereg katonái közül több egységet Szecsuan (Sichuan)ba vezényeltek, a vuhan (wuhan)i helyőrség jelentősen meggyengült, a városban kevés katona maradt. Azonban az új hadseregben számos forradalmár is szolgált, és fokozatos elszállításuk a lázadó erők szétszóródását is jelentette, ezért meggyorsították az előkészületeket.

## A felkelés

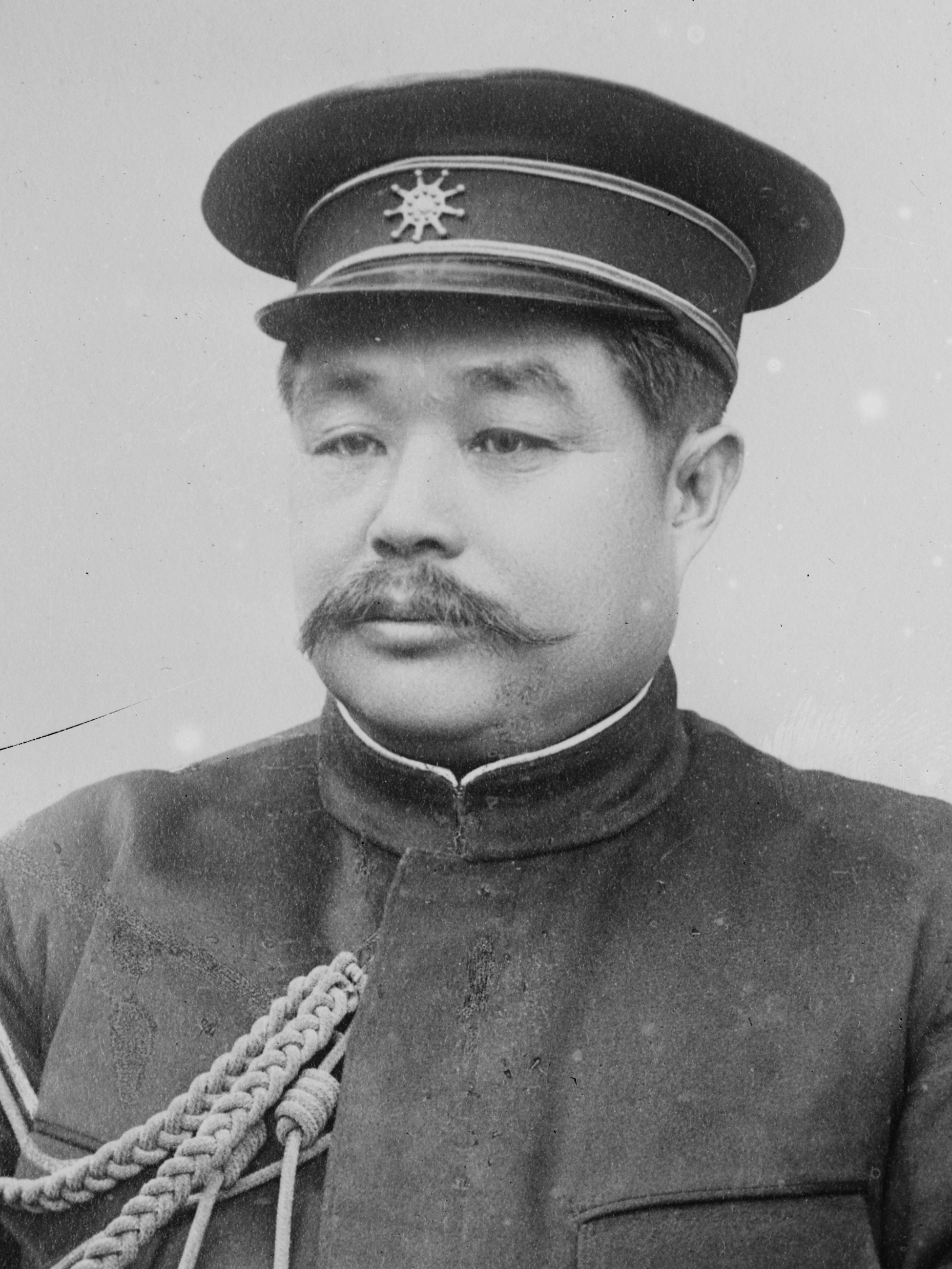
Li Jüan-hung (Li Yuanhong), a lázadók által szecsuan (sichuan)i alkirállyá kiáltott parancsnok, a forradalmárok vezetője

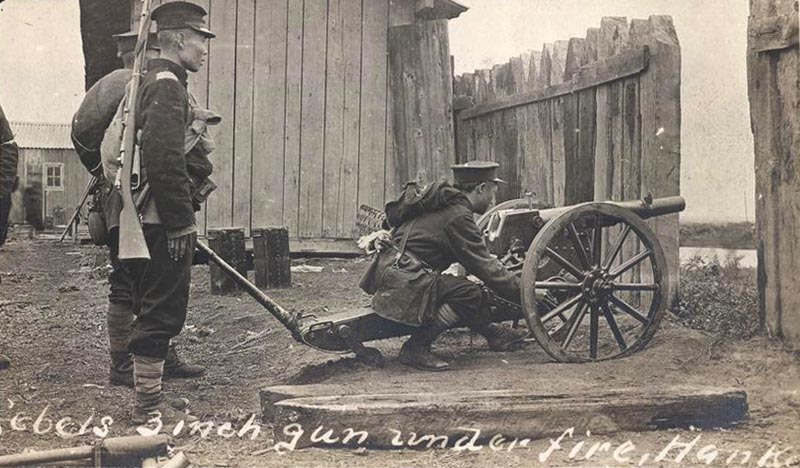
A Forradalmi Hadsereg katonái a csatában

Október elején a szervezkedésre fény derült, mivel az egyik forradalmár által készített bomba véletlenül felrobbant. A Csing (Qing) hivatalnokok nyomozást indítottak a lázadók kézre kerítésére, és sikerült találniuk egy listát, amelyben a szervezkedő lázadó csoportok tagjainak a névsora volt leírva – a helyzet kritikussá vált, gyorsan kellett cselekedni. Október 10. éjjelén a kínai Új Hadsereg lázadó katonái a forradalmi vezetőséggel az élen fellázadtak. Elfoglalták a lőszerraktárat és megtámadták az alkirály rezidenciáját. Komolyabb ellenállásba nem ütköztek, a nagyobb tűzharcok elmaradtak, a város a lázadók kezére került. Másnap a forradalmárok katonai kormányzatot vezettek be, és alkirálynak az egyik ezred parancsnokát Li Jüan-hung (Li Yuanhong)ot választották meg. Ő bejelentette a Kínai Köztársaság létrejöttét, csatlakozásra szólította fel az ország népét és arra, hogy támogassák a forradalmat.       

### CsataJanghsziánál(Yangxiánál)
A Csing (Qing) udvar gyorsan értesült a történtekről, a lázadók ellen sereget küldtek Jüan Si-kaj (Yuan Shikai) kínai tábornok irányításával. A lázadók a csing erőkkel a Jangce folyó mellett találkoztak és ütköztek meg egymással. A forradalmárokhoz a csata közben katonai erősítés is érkezett, emellett a lakosok is a forradalmárokat támogatták, ennek ellenére több száz ember halt meg a csata végére. A Csing (Qing) támadóerők parancsnoka, Jüan Si-kaj (Yuan Shikai) azonban egyezséget ajánlott a lázadóknak, miszerint a császár ellen fordul, ha cserébe megkapja a mandzsuk elűzése után a köztársasági elnöki pozíciót. A két fél megegyezett. Így hát a legnagyobb akadály elhárult a forradalom sikere előtt és a csatát összességében a felkelők nyerték meg, akik elfoglalták Hanjangot és Hankout.

## Hatása

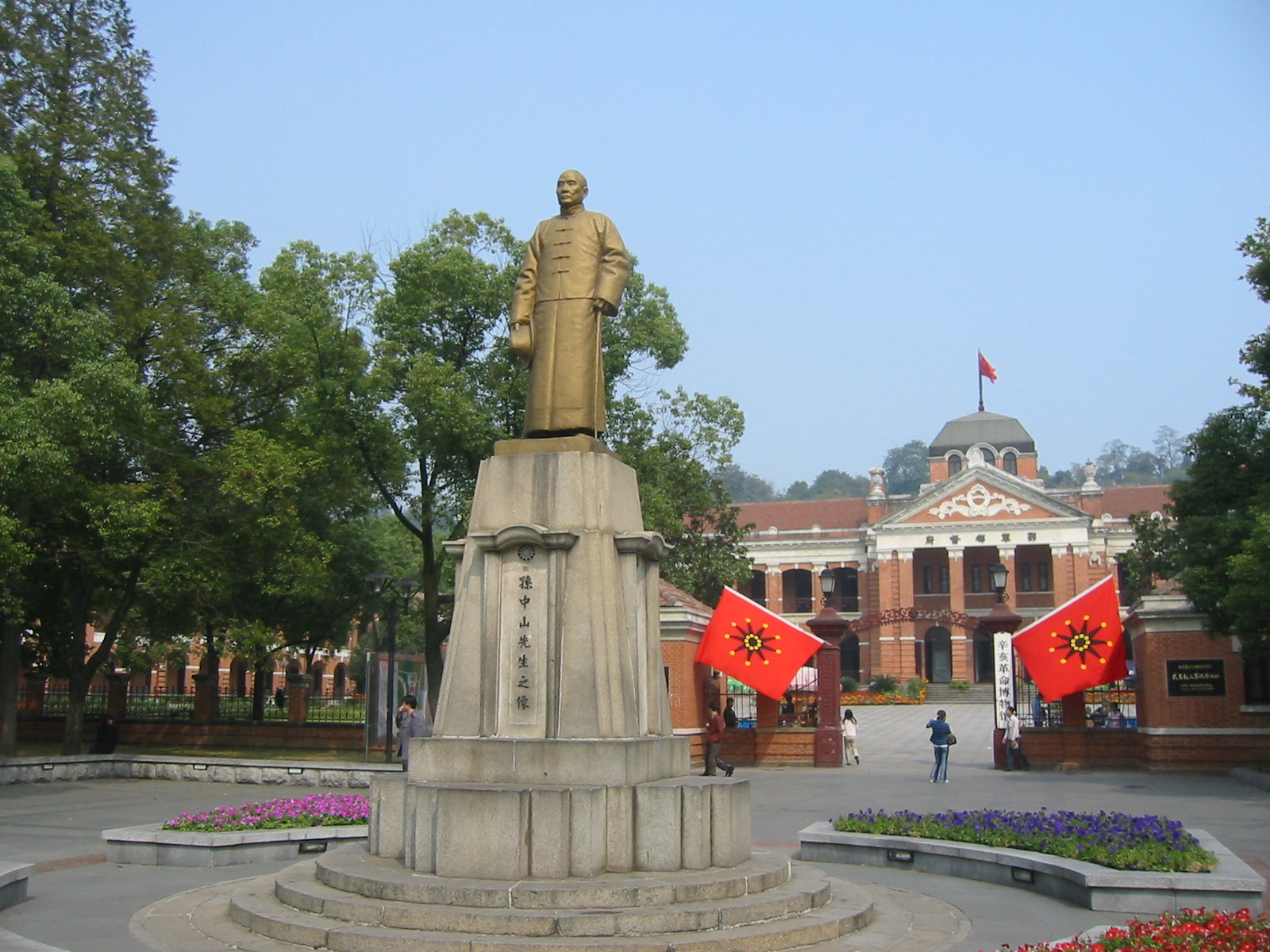
Dr. Szun Jat-szen (Sun Yat-sen) szobra Vucsang (Wuchang)ban, a volt alkirályi palota előtt

A vucsang (wuchang)i felkelés kitörése és győzelme országszerte lelkesedéssel töltötte el a népet. Munkások, katonák, öregek és fiatalok tömegesen jelentkeztek a forradalmi hadsereghez. A hadsereg létszáma folyamatosan, megállíthatatlanul emelkedett. Az ugrásszerűen megnőtt, hatalmassá vált hadsereg gyorsan szétverte a helyi csing hű urak és tartományok erőit. Néhány hét alatt a tartományok zöme már kinyilvánította függetlenségét. A forradalom a vezető személyek sok tagját is megszédítette. Ahelyett, hogy megszervezték volna az ellenállást, inkább átálltak a forradalmárok oldalára. Ily módon a tisztviselők egész sora csatlakozott a lázadókhoz, igaz többségük csak a felszínen rokonszenvezett a forradalom ügyével. Nemsokára a függetlenedett tartományi vezetők kikiáltották a Köztársaságot és ideiglenes elnöknek Dr. Szun Jat-szen (Sun Yat-sen)t választották. A harcok még eltartottak egy kis ideig, de hamarosan végleg a forradalmi erők győzedelmeskedtek.